# ランボルギーニ・3500GTZ
ランボルギーニ・3500GTZ (Lamborghini 3500GTZ)はザガートが350GTをベースに2台のみ製造したモデルである。
GTZのZはザガート(Zagato)の頭文字を取ったもの。

## 概要
3500GTZは1965年のロンドンモーターショーで発表された。製造されたのはシャーシナンバー0310と0322の2台のみ。プレクシグラスのカバーを取り付けたヘッドライトや全体的に丸みを帯びたフロントマスク、リアエンドを垂直に切り落としたコーダ・トロンカのデザインを採用している。
3500GTZは右ハンドルと左ハンドルの個体が1台ずつ存在している。右ハンドルの個体はボディが赤色、左ハンドルの個体は白色に塗装されている。白色の個体は現在、アリゾナ州在住のアメリカ人コレクターが所有している。その後、2006年のペブルビーチ・コンクール・デレガンスに展示された。
コンコルソ・デレガンツァ・京都2019で「ベスト・オブ・ショウ」「レースアンドプロトタイプ」クラスの優秀賞、「ベストザガート」を同時受賞している。

## 参照
1. ↑  https://motor-fan.jp/genroq/article/39639/
2. ↑  https://221616.com/car-topics/20060906-a23536/
3. ↑  https://carview.yahoo.co.jp/article/detail/0d0989d855e78e6f83f65379f9e038913f54e940/?page=2
4. ↑  https://web.motormagazine.co.jp/_ct/17270433
5. ↑  https://car.watch.impress.co.jp/docs/news/1180408.html
6. ↑  https://web.motormagazine.co.jp/_ct/17270433